# Овражное (Томская область)
Овражное — деревня Богашёвского сельского поселения Томского района Томской области России.

## География
Деревня находится в юго-восточной части Томской области, в пределах подтаёжно-лесостепного района таёжной зоны, на берегу реки Гривы (приток Тугояковки), на расстоянии примерно 22 километров (по прямой) к юго-юго-востоку (SSE) от города Томска.

## История
Согласно решению Томского облисполкома от 10 января 1961 года № 19, из состава Богашёвского сельского совета в Вершининский сельсовет переданы населённые пункты Овражное и Молочное.
По решению Томского облисполкома от 3 августа 1964 года № 293 из состава Богашёвского сельского совета выделен Петуховский сельский совет, куда вошло и Овражное.
Постановлением Главы Администрации Томского района от 14 апреля 1997 года «О реформировании органов местного самоуправления» образован Богашёвский сельский округ в границах Петуховской и Богашёвской сельских администраций, включая деревню Овражное.
В соответствии с Законом Томской области от 12 ноября 2004 года № 241-ОЗ деревня вошла в муниципальное образование Богашёвское сельское поселение.

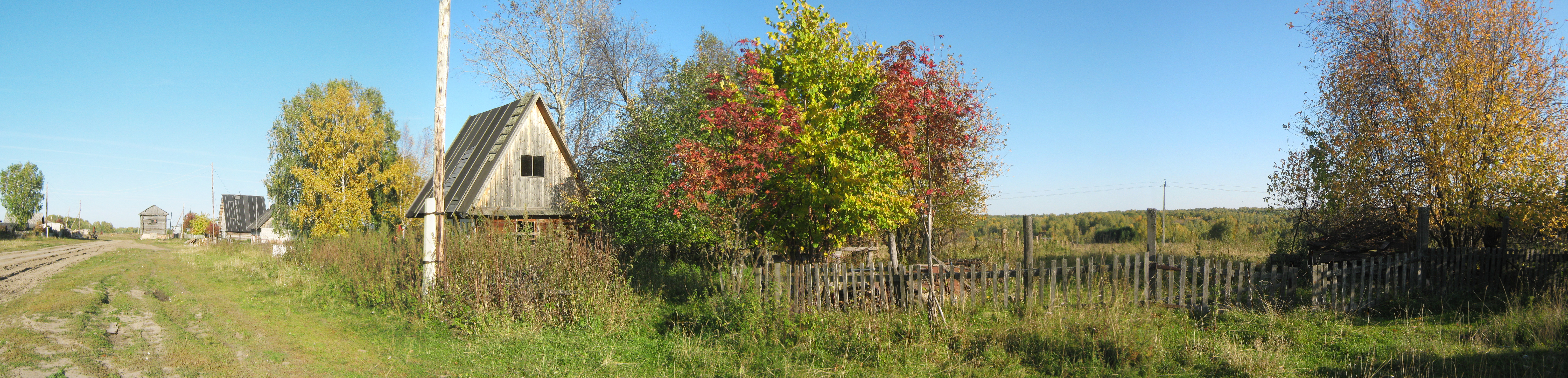

## Население
| 2002 | 2008 | 2009 | 2010 | 2011 | 2012 | 2013 |
| ---- | ---- | ---- | ---- | ---- | ---- | ---- |
| 9    | ↗13  | ↗15  | ↗22  | →22  | ↗24  | ↘21  |
| 2014 | 2015 | 2021 |      |      |      |      |
| ↗25  | ↘23  | ↘12  |      |      |      |      |

Половой состав
По данным Всероссийской переписи населения 2010 года в гендерной структуре населения мужчины составляли 50 %, женщины — соответственно также 50 %.
Национальный состав
Согласно результатам переписи 2002 года, в национальной структуре населения русские составляли 89 %.

## Улицы
Улицы: Медовая, Прямая, Радужная, Центральная;
Переулок: Тарский;
Территория: Садово-дачное товарищество Овражное.
Кроме того, имеются дома (владение 2), не приписанные ни к одной из улиц.